# Matías Suárez
Matías Ezequiel Suárez [maˈtijas ˈswaɾes] (* 9. Mai 1988 in Córdoba) ist ein argentinischer Fußballspieler. Er spielt seit Januar 2024 als Stürmer bei CA Belgrano.

## Karriere
Matías Suárez begann seine professionelle Fußballkarriere bei CA Belgrano in seiner Heimatstadt Córdoba. Dort spielte er drei Jahre und verließ den Verein, nachdem der Wiederaufstieg aus der zweiten Liga 2008 verpasst wurde. Suárez wechselte nach Belgien zum damals amtierenden Pokalsieger RSC Anderlecht, wo er einen Vertrag über fünf Jahre bis 2013 unterschrieb. Dort spielte er anfangs selten und erzielte gegen den Beerschot AC sein erstes und einziges Tor in elf Einsätzen. Zu Beginn der folgenden Saison traf er zwei Mal in der Champions-League-Qualifikation gegen Olympique Lyon und dennoch schied Anderlecht aus. Suárez kam aber in der Folge zu mehr Einsätzen als zuvor und wurde mit Anderlecht in der Saison 2009/10 erstmals belgischer Meister. Diese Meisterschaft konnte im nächsten Jahr allerdings nicht verteidigt werden und zudem scheiterte die Mannschaft erneut – diesmal am FK Partizan Belgrad – in der Champions-League-Qualifikation. Suárez zeigt dabei dennoch hervorragende Leistungen und wurde deshalb mit dem Gouden Schoen für den besten Spieler der belgischen Liga ausgezeichnet. Diese Leistungen bestätigte er im nächsten Jahr und gewann auch ohne Sturmpartner Romelu Lukaku mit Anderlecht die Meisterschaft. Des Weiteren wurde er am Ende der Saison als Profifußballer des Jahres in Belgien ausgezeichnet und stellt somit den Nachfolger von Ivan Perišić dar. Im April 2013 kündigte Suárez an, für die belgische Fußballnationalmannschaft spielen zu wollen.

### Nationalmannschaft
Er debütierte für die argentinische Nationalmannschaft am 22. März 2019 beim Freundschaftsspiel gegen Venezuela in Madrid.

## Erfolge

### Verein
Anderlecht
- Belgischer Meister (2): 2010, 2012
- Belgischer Supercupsieger (1): 2010

River Plate
- Recopa Sudamericana: 2019
- Argentinischer Meister: 2023[11]

### Individuelle Auszeichnungen
- Gouden Schoen (1): 2011
- Profifußballer des Jahres in Belgien (1): 2012